# Izvestkovyj (Oblast' autonoma ebraica)
Izvestkovyj (in lingua russa Известковый) è un centro abitato dell'Oblast' autonoma ebraica, situato nell'Oblučenskij rajon.